# Entomophthorales
De Entomophthorales vormen een orde van lagere schimmels (Zygomycota) uit de stam Zygomycota.
De soorten uit deze orde leven als entomopathogene schimmel of als saprofyt. Soms houden ze ook verband met dierlijke of menselijke ziekten. Er zijn ongeveer 150 soorten.

## Taxonomische indeling
De taxonomische indeling van de Entomophthorales is volgens de Index Fungorum als volgt:
Orde: Entomophthorales
- Familie: Ancylistaceae
- Familie: Completoriaceae
- Familie: Entomophthoraceae
- Familie: Meristacraceae
- Familie: Neozygitaceae
- Familie: Incertae sedis
  - Geslacht: Zygaenobia